# Lousa (Castelo Branco)
Lousa war eine Gemeinde (Freguesia) im portugiesischen Kreis (Concelho) von Castelo Branco. Die Gemeinde hatte 622 Einwohner (Stand 30. Juni 2011).
Am 29. September 2013 wurden die Gemeinden Lousa und Escalos de Cima zur neuen Gemeinde União das Freguesias de Escalos de Cima e Lousa zusammengeschlossen.

## Geschichte
Funde belegen eine vorgeschichtliche Besiedlung. Die Römer siedelten danach hier, wie Ausgrabungen u. a. von Säulen, Gebäuderesten und einer Römerstraße zeigen.
Nachdem die Reconquista hier abgeschlossen war, bestand 1214 hier bereits wieder eine Ortschaft. Das erste offizielle Dokument des Ortes ist eine Schenkungsurkunde aus dem Jahr 1226 an die Tempelritter.
Im Zuge der kommunalen Neuordnung zum 29. September 2013 wurde die Gemeinde mit Escalos de Cima zur União das Freguesias de Escalos de Cima e Lousa zusammengeführt. Sitz der neuen Gemeinde wird nach abgeschlossener Umsetzung Escalos de Cima sein.

## Söhne und Töchter der Gemeinde
- António Baltasar Marcelino (1930–2013), Bischof von Aveiro